# Oliviero Troia
Oliviero Troia (Bordighera, 1 september 1994) is een Italiaans wielrenner.

## Carrière
In 2012 werd Troia zesde op het Europese kampioenschap op de weg voor junioren. Zo'n drie weken later werd hij negende in het eindklassement van de Ronde van Lunigiana, waar hij één dag de leiderstrui had gedragen.
Vanwege onder meer een vierde plaats in de beloftenversie van Parijs-Roubaix en een vijfde plaats op het nationale beloftenkampioenschap tijdrijden bood Lampre-Merida Troia een stagecontract aan. Tijdens deze stageperiode reed hij onder meer de Ronde van Hainan. In 2017 werd hij prof bij UAE Team Emirates, de opvolger van Lampre.

## Resultaten in voornaamste wedstrijden
| Jaar | Ronde van Italië | Ronde van Frankrijk | Ronde van Spanje |
| ---- | ---------------- | ------------------- | ---------------- |
| 2017 |                  |                     |                  |
| 2018 |                  | 133e                |                  |
| 2019 |                  |                     | 150e             |
| 2020 |                  |                     |                  |
| 2021 |                  |                     |                  |
| 2022 |                  |                     |                  |

| Jaar | Milaan-San Remo | Gent-Wevelgem | Ronde van Vlaanderen | Parijs-Roubaix | Luik-Bast.‑Luik | Waalse Pijl |  | Wereldranglijsten |
| ---- | --------------- | ------------- | -------------------- | -------------- | --------------- | ----------- |  | ----------------- |
| 2017 |                 | opgave        | opgave               | opgave         | opgave          | opgave      |  | 407e (UWT)        |
| 2018 |                 | 126e          | 81e                  | buit.tijd      |                 |             |  |                   |
| 2019 | 154e            | opgave        | opgave               |                |                 |             |  |                   |
| 2020 | 120e            |               |                      |                |                 |             |  |                   |
| 2021 |                 |               |                      |                |                 |             |  |                   |
| 2022 | 118e            | opgave        | opgave               | opgave         |                 |             |  |                   |

## Ploegen
- 2016 –  Lampre-Merida (stagiair vanaf 27 juli)
- 2017 –  UAE Team Emirates[1]
- 2018 –  UAE Team Emirates
- 2019 –  UAE Team Emirates
- 2020 –  UAE Team Emirates
- 2021 –  UAE Team Emirates
- 2022 –  UAE Team Emirates

Arashiro · Bono · Cattaneo · Cimolai · Conti · M. Costa · R. Costa · Đurasek · Feng · Ferrari · Grmay · Kasjavy · Kump · Meintjes · Modolo · Mohorič · Mori · Niemiec · Petilli · Pibernik · Polanc · Ulissi · Xu · Zurlo · Masnada (stagiair) · Ravasi (stagiair) · Troia (stagiair)
Aït el Abdia · Atapuma · Bono · Consonni · Conti · Costa · Đurasek · Ferrari · Ganna · Guardini · Kump · Laengen · Marcato · Meintjes · Mirza · Modolo · Mohorič · Mori · Niemiec · Petilli · Polanc · Ravasi · Swift · Troia  · Ulissi · Zurlo · Lizde (stagiair) · Raboesjenka (stagiair) · Romano (stagiair)
Aït el Abdia · Aru · Atapuma · Bono · Bystrøm · Consonni · Conti · Costa · Đurasek · Ferrari · Ganna · Kristoff  · Laengen · Marcato · Martin · Mirza · Mori · Niemiec · Petilli · Polanc · Ravasi · Raboesjenka · Sutherland · Swift · Troia  · Ulissi
Aru · Bohli · Bystrøm · Consonni · Conti · Costa · Đurasek · Ferrari · Gaviria · Henao · Kristoff · Laengen · Marcato · Martin · Mirza · Molano · Mori · Muñoz · I. Oliveira · R. Oliveira · Petilli · Philipsen · Pogačar · Polanc · Ravasi · Raboesjenka · Sutherland · Troia  · Ulissi
Ardila · Aru · Bjerg · Bohli · Bystrøm · Conti · Costa · Covi · De la Cruz · Dombrowski · Formolo · Gaviria · Henao · Kristoff · Laengen · Marcato · McNulty · Mirza · Molano · Muñoz · I. Oliveira · R. Oliveira · Philipsen · Pogačar · Polanc · Ravasi · Raboesjenka · Richeze · Troia · Ulissi
Ardila · Ayuso (vanaf 15 juni) · Bjerg · Bystrøm · Conti · Costa · Covi · De la Cruz · Dombrowski · Fisher-Black (vanaf 14 juli) · Formolo · Gaviria · Gibbons · Hirschi · Kristoff · Laengen · Majka · Marcato · McNulty · Mirza · Molano · Muñoz · I. Oliveira · R. Oliveira · Pogačar · Polanc · Raboesjenka · Richeze · Trentin · Troia · Ulissi· Groß (stagiair)
Ackermann · Almeida · Ardila · Ayuso · Bennett · Bjerg · Brunel (tot 2/6) · Costa · Covi · Fisher-Black · Formolo · Gaviria · Gibbons · Groß · Hirschi · Hodeg · Laengen · Majka · McNulty · Mirza · Molano · I. Oliveira · R. Oliveira · Pogačar · Polanc · Richeze · Soler · Suter · Trentin · Troia · Ulissi · Andersen (stagiair) · Kluckers (stagiair) · Knight (stagiair)